# Juho Kusti Paasikivi
Juho Kusti Paasikivi, ursprungligen Johan Gustaf Hellstén, född 27 november 1870 i Hämeenkoski, död 14 december 1956 i Helsingfors, var en finländsk jurist, bankchef, politiker och statsman som var Finlands president 1946–56. Han var även statsminister 1918 samt 1944–46. Han tillhörde Samlingspartiet och var dess partiledare 1934–1936, men som statsminister 1944-1946 och som president 1946-1956 var han formellt partilös eftersom det ansågs krävas i förhållande till Sovjetunionen.
I omkring 50 år var Paasikivi en av de mest profilerade politikerna i Finland, med stort inflytande över flera centrala politiska och ekonomiska beslut. Under hans presidentskap inleddes den finländska så kallade Paasikivi–Kekkonen-linjen, den realpolitiska utrikespolitiken som betonade goda relationer till Sovjetunionen. Han var far till Annikki Paasikivi och farfars far till Joakim Paasikivi.

## Biografi

### Uppväxt och studietid

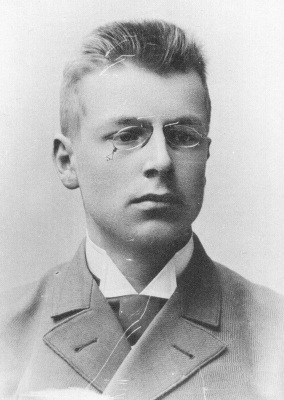
Paasikivi som student, 1893.

Johan Gustaf Hellstén föddes i Koski kommun. Hans föräldrar var affärsbiträdet Johan August Hellsten och Karolina Wilhelmina Selin. Hans mor dog när han var fyra år, och året därpå flyttade familjen (fadern, Johan, hans fem år äldre halvsyster Karolina samt barnens moster, Katarina "Kaisa" Hagman) till Hollola utanför Lahtis, där fadern öppnade en klädbutik. Faderns affärer gick under en tid mycket bra, men drabbades i början av 1880-talet av en konjunkturnedgång. Trots sämre ekonomi beslöt fadern 1882 att skicka den läsbegåvade Johan till Tavastehus normallyceum, Finlands första finskspråkiga läroverk och ett resultat av dåtidens fennomaninska rörelse. Johan blev snabbt en av de bästa eleverna.
År 1884, när Johan var 14 år, dog både fadern och Karolina i en epidemi. Mostern Kaisa försökte driva den då mycket skuldsatta klädbutiken vidare, men misslyckades och tvingades sälja den. Hon hyrde därefter ett rum där hon försörjde sig på ljusstöpning, och där Johan bodde med henne under skolloven. Påverkad av skolans fennomani beslöt sig Paasikivi att förfinska sitt svenska namn när han var 15 år. Det nya namnet Juho Kusti Paasikivi var en direktöversättning av det svenska.
År 1890 började han studera vid Kejserliga Alexander-universitetet i Helsingfors, där han studerade historia, ryska och litteratur. Efter filosofie kandidatexamen med ryska och litteratur som huvudämnen 1892 sadlade han om och började läsa juridik. Efter att ha avlagt juris utriusque kandidatexamen 1897 disputerade Paasikivi för juris utriusque doktorsgraden 1901, och tillträdde följande år som adjunkt (biträdande professor) i förvaltningsrätt vid universitetet. Han lämnade den tjänsten efter ett år då han utnämndes till överdirektör för Statskontoret.

### Tidiga politiska uppdrag
Under studietiden hade Paasikivi kommit att engagera sig i den nationalistiska studentrörelsen i Finland, och under påverkan av bland andra Richard Danielson-Kalmari kom han kring sekelskiftet att ansluta sig till Finska partiet. Paasikivi kom samtidigt att betrakta ett socialt reformprogram som nödvändigt för att bevara samhällets enighet, och verkade bland annat inom det finländska kooperativa förbundet Pellervo. Denna övertygelse stärktes av storstrejken 1905, varefter Paasikivi fick ett betydande inflytande i den finländska politiken: han var ledamot av lantdagens reformkommitté 1905–06, samt delaktig i utformningen av den nya enkammarlantdagen. Mellan 1907 och 1913 kom Paasikivi att representera Finska partiet i lantdagen, där han särskilt engagerade sig i jordbruks- och finansfrågor. Då Edvard Hjelt utnämndes till vice ordförande i senatens ekonomiedepartement 1909 blev han chef för senatens finansexpedition (motsvarande finansminister), men fick lämna denna post redan samma år då Hjelts senat föll.
Under förryskningsperioderna 1889–1905 och 1908–17 förespråkade Finska partiet en anpasslig eftergiftspolitik gentemot Tsarryssland, för att på fredlig väg försöka rädda något av den finska autonomin. Denna linje stod i strid med ett betänkande som lantdagen antog 1913, där man förklarade de så kallade militärmiljonerna, som Finland var ålagd att erlägga till den ryska statskassan, för olagliga. Betänkandet ledde till att Paasikivi tappade tron på partiets linje, och avgick som lantdagsledamot och ledamot av Finska partiets centralstyrelse samma år. Året därpå lämnade han även direktörsposten vid Statskontoret och blev chef för Kansallis-Osake-Pankki (KOP, en av de banker som dagens Nordea uppstått ur), en position som han behöll till 1934. Paasikivi satt även i Helsingfors stadsfullmäktige 1915–1918.

### Inbördeskriget och självständigheten
Efter februarirevolutionen i Ryssland 1917 kom Paasikivi att ingå i en ny grundlagskommitté under ledning av K.J. Ståhlberg, och ledde bland annat förhandlingar med den provisoriska regeringen i Ryssland. Ännu såg han förutsättningarna för ett självständigt Finland som svaga, och fortsatte därmed att verka för utökad autonomi inom det ryska rikets gränser. Först med oktoberrevolutionen senare samma år kom den politiskt konservative Paasikivi att fullt ut förespråka en självständig stat i form av en konstitutionell monarki, till stor del på grund av sin avsky inför bolsjevikerna. 
Under det finska inbördeskriget 1918 tog Paasikivi tydlig ställning för de vita, och i maj samma år kom han att efterträda P.E. Svinhufvud som det vita Finlands statsminister (med den formella titeln vice ordförande i senatens ekonomiedepartement). Både han och hans företrädare hade hoppats på att kunna säkra stöd från Tysklands kejsare Vilhelm II mot Ryssland genom att utse en tysk prins, Fredrik Karl av Hessen, till det självständiga Finlands kung. När Tysklands krigslycka i första världskriget vände under sommaren 1918 började Paasikivi tvivla på denna plan. Då det tyska kejsardömet slutligen kollapsade i november samma år omöjliggjordes grunden för planen, och hans regering tvingades avgå. I december deltog han vid Samlingspartiets grundande.
Efter att planerna på en allians med Tyskland omintetgjorts kom Ryssland för Paasikivi att framstå som den mest betydelsefulla världsmakten i Finlands geopolitiska sfär; han ansåg det därför som viktigt att bygga upp goda relationer till den vita sidan, som förutsågs gå segrande ur det ryska inbördeskriget. Efter att krigslyckan vänt till bolsjevikernas fördel hoppades man istället kunna sluta ett fredsfördrag med det nya Sovjetryssland, för att få slut på de gränskonflikter som uppstått mellan länderna efter det finska inbördeskrigets slut. Detta resulterade i de finsk-sovjetiska fredsförhandlingarna i Tartu i oktober 1920, där Paasikivi kom att leda den finländska delegationen. Paasikivi utmärkte sig här för sin kompromissvilja i förhållande till de många gånger ideologiskt betingade kraven, till skillnad från flera av hans borgerliga medförhandlare. 

### Mellankrigstiden
Från 1920-talet kom Paasikivi därefter att prioritera sitt chefsuppdrag för KOP, även om han för den sakens skull inte lämnade politiken. Under hans ledning växte KOP:s omsättning snabbt, och banken började utvecklas till den största affärsbanken i Finland. Han kom dock att hamna i konflikt med resten av bankens ledning för sin hårda ledarstil, och fick avgå som chefsdirektör 1934. 
Efter att Finland hade misslyckats med att säkra militära garantier ansåg han det viktigt att bibehålla någorlunda goda relationer till Sovjetunionen. Inrikespolitiskt stödde Paasikivi en stark regeringsmakt, och ansåg att socialdemokraterna skulle hållas utanför regeringen och kommunisterna utanför riksdagen; det var först mot slutet av 1930-talet han började acceptera socialdemokraterna under Väinö Tanners ledning. Vid 1930-talets början uttryckte han ett visst stöd för den antikommunistiska och fascistiskt inspirerade Lapporörelsens krav på hårdare juridiska åtgärder mot vänstern. Efter den alltmer radikaliserade rörelsens kidnappning av den förre presidenten K.J. Ståhlberg och dennes hustru 1930, samt Mäntsäläupproret 1932, så övergav Paasikivi sina sympatier för Lapporörelsen. Som partiordförande för Samlingspartiet 1934–36 drog han en tydlig gräns mot Fosterländska folkrörelsen, Lapporörelsens politiska arvtagare.

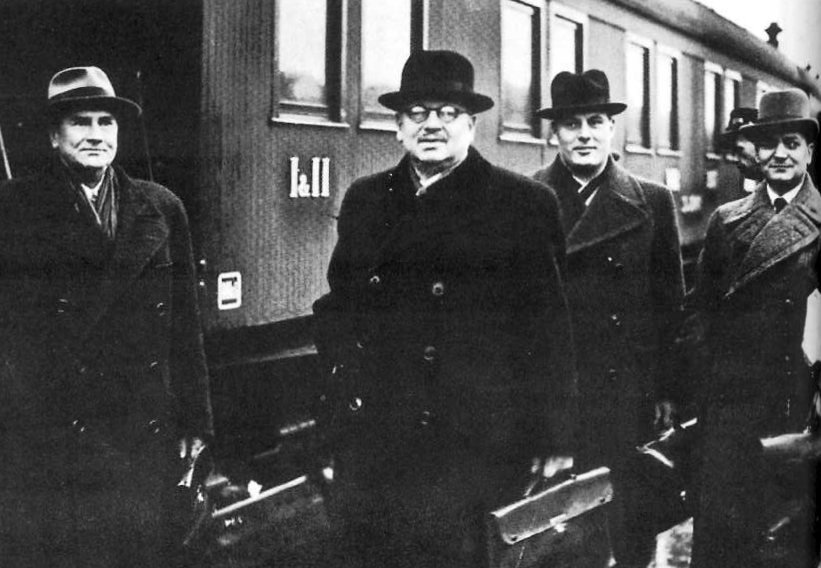
Paasikivi (andre fr. v.) återvänder till Helsingfors efter förhandlingar med Sovjetunionen i Moskva, 16 oktober 1939.

Vid 1930-talets mitt skedde ett skifte i den finländska utrikespolitiken under ledning av Svinhufvud, T.M. Kivimäki och Antti Hackzell; efter att tidigare ha sökt allierade bland de så kallade randstaterna (Polen och Baltikum) lades den utrikespolitiska linjen nu om till för att satsa på ett nordiskt samarbete med Sverige i fokus. Enligt Paasikivis geopolitiska uppfattning var Sverige den enda utländska staten som skulle ha ett naturligt intresse av att försvara Finlands självständighet, och dessutom det enda landet genom vilket Finland skulle kunna få materiellt stöd i en potentiell krigssituation. Efter att Paasikivi motvilligt utnämnts till Finlands ambassadör i Stockholm 1936 blev hans viktigaste uppgift därför att försöka övertyga svenskarna om att båda länderna gemensamt skulle gynnas av ett stärkt säkerhetspolitiskt samarbete. Man ville även övertyga Sverige om uppriktigheten i landets nya utrikespolitiska inriktning, bland annat genom att inta en moderat ställning i språkfrågan och genom att inkludera Svenska folkpartiet i politiken.
I början av oktober 1939 föreslog Sovjetunionen förhandlingar med Finland om "konkreta politiska frågor". Regeringen gav Paasikivi i uppdrag att sköta dessa, då han hade erfarenheter från de finsk-sovjetiska förhandlingarna 1920 och ansågs ha Sovjetunionens respekt. I förhandlingarna efterfrågade Sovjetunionen landavträdelser av vissa finländska områden, samt att man skulle få upprätta militärbaser på finsk mark. Paasikivi ansåg att en kompromiss med vissa eftergifter var nödvändig för att undvika ett fullskaligt krig mellan länderna, trots att detta skulle innebära en kursändring bort från den nordiska utrikespolitiken. Paasikivi fick stöd för sin linje av marskalk Gustaf Mannerheim, men regeringen och utrikesminister Eljas Erkko motsatte sig kompromisser. Trots Paasikivis och Mannerheims övertalningsförsök bröt förhandlingarna samman i mitten av november, vilket följdes av vinterkrigets utbrott den 30 november.

### Vinterkriget och fortsättningskriget
Efter krigsutbrottet kom Paasikivi att ingå som minister utan portfölj i Risto Rytis regering; i praktiken innebar detta en roll som utrikespolitisk rådgivare åt Ryti och utrikesminister Väinö Tanner. Från januari 1940 förde han även förhandlingar med Moskva genom Hella Wuolijokis och Aleksandra Kollontajs förmedling. Detta ledde till att Moskvafreden kunde undertecknas den 12 mars 1940, där Finland bland annat tvingades överlåta Karelska näset till Sovjetunionen. Paasikivi utnämndes därefter till Finlands sändebud i Moskva, där hans arbete fokuserade på den komplicerade uppgiften att verkställa fredsavtalets överenskommelser. Samtidigt stod det klart att Moskvafreden inte skulle komma att bli en långvarig fred, sedan Moskva ställt ytterligare krav på Finland utöver de avtalade. År 1941 fick Paasikivi kännedom om Finlands närmande till Nazityskland, och insåg att Finland tänkte starta ett revanschkrig mot Sovjetunionen i samband med Operation Barbarossa. Kort innan detta skedde, i och med fortsättningskrigets utbrott i juni samma år, avgick han från ambassadörsposten.
Under resten av andra världskriget intog Paasikivi en tillbakadragen ställning officiellt, men kom ändå att sluta upp bakom regeringens protyska linje och upprätthöll regelbundna kontakter med president Ryti. Under 1943 stod det dock klart för Paasikivi att styrkeförhållandena i kriget hade förändrats, och att Nazityskland gick mot ett oundvikligt nederlag. Han kom därefter att bli en slags bakgrundsfigur inom den finländska fredsoppositionen, men deltog aldrig aktivt i deras aktiviteter. Under våren 1944 hade Paasikivi en central roll i de fredsförhandlingar som påbörjats med Sovjetunionen, vilka ledde till fortsättningskrigets slut den 19 september samma år. 

### Efterkrigstiden

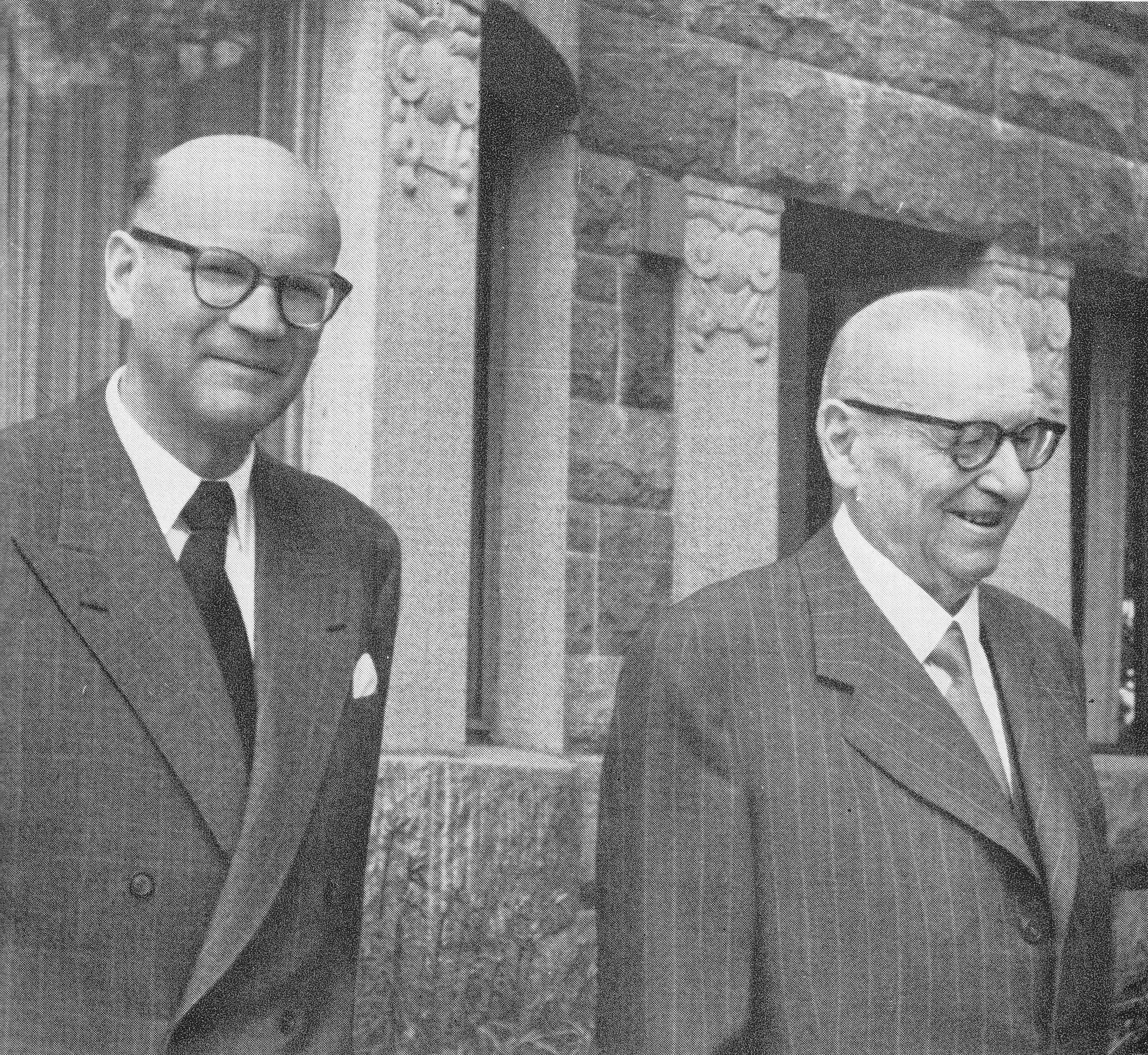
Paasikivi (t.h.) och Urho Kekkonen, hans efterträdare på presidentposten, 1955. De två kom att ge namn åt Paasikivi–Kekkonen-linjen, Finlands utrikespolitiska linje efter andra världskriget.

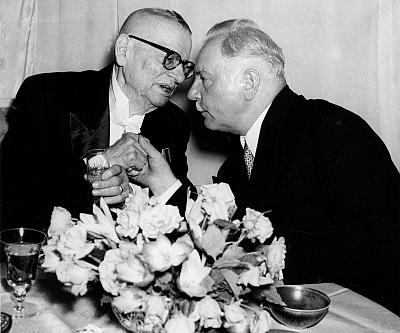
Paasikivi (t.v.) och Kliment Vorosjilov, ordförande i Sovjetunionens högsta sovjet, i Moskva 1955.

Under hösten 1944 blev det uppenbart att Paasikivis roll var nödvändig för att uppnå förbättrade relationer med Sovjetunionen, då han innehade Moskvas respekt och hade saknat officiella politiska uppdrag under fortsättningskriget. Detta gjorde att den dåvarande presidenten Mannerheim utsåg honom till statsminister i en majoritetsregering bestående av Finlands socialdemokratiska parti (SDP), Agrarförbundet och Demokratiska förbundet för Finlands folk (DFFF). Efter riksdagsvalet 1945 blev Paasikivi åter vald till statsminister, och fortsatte med en regering bestående av samma politiska underlag; han satt kvar på posten fram till mars 1946, då han avgick för att efterträda Mannerheim på presidentposten. 
Den realpolitiskt sinnade Paasikivi erkände att Moskva hade legitima geopolitiska intressen i Finlands riktning, för att undvika att dess territorium skulle användas i ett anfallskrig mot Sovjetunionen. Denna insikt kom att bli vägledande för hans efterkrigspolitik, då Finland förband sig till att uppfylla villkoren i vapenstilleståndsavtalet. Även på längre sikt ansåg Paasikivi att goda och vänskapliga relationer med Sovjetunionen var av högsta prioritet för att säkra Finlands oberoende, vilket bland annat ledde till vänskaps-, samarbets- och biståndsavtalets undertecknande i Moskva 1948. Efter att Paasikivi 1956 efterträtts som president av Urho Kekkonen höll denne fast vid Paasikivis utrikespolitiska linje, som kom att kallas just Paasikivi–Kekkonen-linjen; i princip kom denna att dominera den finländska utrikespolitiken under hela det kalla kriget. 
I presidentvalet 1950 valdes Paasikivi till en andra presidentperiod, under vilken de olympiska sommarspelen 1952 hölls i Helsingfors. I och med det så kallade "tövädret" i Sovjetunionen efter Josef Stalins död 1953 gavs Paasikivi visst utrikespolitiskt svängrum, något som ledde till att Finland 1955 blev medlem i Nordiska rådet och Förenta nationerna. Dessutom gav detta större utrymme för fokus på inrikespolitiska förhållanden, som kom också att präglas av maktkamper mellan Agrarförbundet och SDP. Han var inofficiell kandidat i presidentvalet 1956, men besegrades av dåvarande statsminister Kekkonen. Paasikivi avled ett drygt halvår senare, och förärades en statsbegravning i Helsingfors domkyrka. Han är begravd på Sandudds begravningsplats i Helsingfors.

## Familj och eftermäle

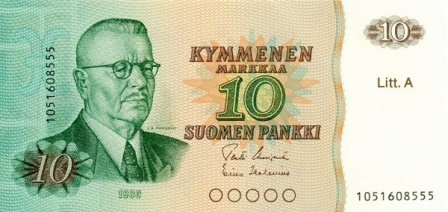
Finländsk 10-markssedel från 1980 med Paasikivis porträtt.

Under studietiden träffade han finlandssvenskan Anna Matilda Forsman (1869–1931) i mars 1892, som också studerade vid universitetet. Hon talade mycket lite finska, så deras samtal skedde på svenska. Året därpå förlovade de sig och 1897 gifte de sig. De fick fyra barn: Annikki (1898–1950), Wellamo (1900–1966), Juhani (1901–1942) och Varma (1903–1941). Efter hans första hustrus död 1931 gifte han sig 1934 med Allina Valve (f. Hildén; 1879–1960), som arbetade som prokurist på Kansallis-Osake-Pankki.
Paasikivis porträtt prydde den finländska 1000-markssedeln (1955) och 10-markssedeln (1963 och 1980).

## Utmärkelser

Serafimerordens vapen.

### Finländska utmärkelser
- Första klassen av Frihetskorset, 1919.[6]
- Storkorset av Finlands Vita Ros' orden, 28 december 1920.[7]
- Storkorset med kedja av Finlands Vita Ros' orden, 11 mars 1946.[8]
- Storkorset av Finlands Lejons orden, 24 april 1946.[9]
- Storkorset av Frihetskorset, 9 oktober 1950.[10]

### Utländska utmärkelser
- Riddare av Sankt Stanislausorden, 1905.[6]
- Andra klassen av Sankt Annas orden, 1913.[6]
- Andra klassen av Järnkorset, 1919.[6]
- Storkorset av Kronorden, 1933.[6]
- Storofficer av Hederslegionen, 1935.[6]
- Kommendör med stora korset av Nordstjärneorden, 8 december 1938.[11]
- Riddare av Serafimerorden, 10 juni 1947.[12]
- Riddare av Elefantorden, 1950.[13]
- Storkorset med kedja av Sankt Olavs orden, 27 november 1950.[14]
- Storkorset med kedja av Isländska falkorden, 24 april 1954.[15]
- Leninorden, 18 september 1954.[16]